# Adam Ravenscroft
Adam Philip Ravenscroft (né le 5 avril 1982 à Birmingham au Royaume-Uni) est un archer britannique. Il est médaillé de bronze  aux championnats du monde de tir à l'arc en 2015 dans l'épreuve individuel masculine de l'arc à poulie.

## Biographie
Adam Ravenscroft commence le tir à l'arc en 1995. Les premières compétitions internationales d'Adam Ravenscroft ont lieu en 2013. Son premier podium mondial est en 2015, alors qu'il remporte le bronze à l'épreuve individuel masculine de l'arc à poulie.

## Palmarès
- Championnats du monde[2]
  -  Médaille de bronze à l'individuelle homme aux championnats du monde 2015 à Copenhague.

- Coupe du monde[2]
  -  Médaille d'argent à l'épreuve par équipe mixte à la coupe du monde de 2016 à Antalya.

- Championnats d'Europe[2]
  -  Médaille d'or à l'épreuve par équipe homme aux championnats d'Europe 2018 de Legnica.